# Rehmerloh
Rehmerloh is een plaats in de Duitse gemeente Kirchlengern, deelstaat Noordrijn-Westfalen, en telt 206 inwoners (1 januari 2021, incl. tweede-woningbezitters).
Het gehucht, dat van origine alleen uit enige tientallen boerderijen bestond, ligt, in een afwisselend landschap, in het noordoosten van de gemeente.